# Лиман (станція, Південна залізниця)
Лиман — кінцева залізнична станція Харківської дирекції залізничних перевезень Південної залізниці. Розташована на одноколійній неелектрифікованій лінії Зміїв — Святогірськ на відгалуженні від станції Шебелинка у с. Слобожанське Зміївського району. Станція обслуговує Зміївську ТЕС, на ній проводиться тільки вантажна робота.